# Pleternica
Pleternica (Hongaars: Pleterniceszentmiklós) is een stad in de Kroatische provincie Požega-Slavonië.
Pleternica telt 12.883 inwoners.
Steden (gradovi): Požega · Kutjevo · Lipik · Pakrac · Pleternica

Gemeenten (općine): Brestovac · Čaglin · Jakšić · Kaptol · Velika